# Horacio Rodríguez Larreta
Horacio Rodríguez Larreta (Buenos Aires, 29 de outubro de 1965) é um empresário, economista e político argentino, foi prefeito da cidade de Buenos Aires entre 2015 e 2023.
Em fevereiro de 2023, ele anunciou sua candidatura à presidência nas eleições gerais de 2023, obtendo cerca de 11,19% dos votos.

## Biografia
Larreta nasceu em Buenos Aires em 29 de outubro de 1965. Graduou-se em economia na Universidade de Buenos Aires, e obteve um mestrado em Economia na Universidade Harvard, nos Estados Unidos. Em 1995, durante o governo de Carlos Menem, foi nomeado diretor da Previdência Social da Argentina. Em 2000, durante o governo Fernando de la Rúa, foi nomeado chefe do Programa de Atenção Médica Integral do país.
Junto a Mauricio Macri, foi um dos fundadores do partido político Proposta Republicana (PRO). Macri foi eleito prefeito de Buenos Aires em 2007, tendo Larreta como seu chefe de gabinete, cargo que ocupou entre 2007 e 2015.
Em 2015, Lareta foi eleito prefeito de Buenos Aires pelo PRO.